# زلزال سوريا 1170
زلزال سوريا 1170 هو أحد أكبر الزلازل التي ضربت سوريا على مدار تاريخها. حدث ذلك في وقت مبكر من صباح يوم 29 يونيو (حزيران) 1170، وقد شكّل جزءًا من سلسلة الزلازل الكبيرة التي انتشرت جنوبًا على طول ساحل البحر الميت، بدءًا من زلزال حلب عام 1138، ومرورًا بزلزال حماة عام 1157، وحتى زلزال سوريا عام 1202. وقد بلغت قوة الزلزال حسبما ذُكر في المصادر التاريخية 7.7 على مقياس درجة العزم، كما بلغ الحد الأقصى للكثافة المتطرفة على مقياس ميركالي المُعدل.

## لمحة تاريخية
تقع الأجزاء الغربية من سوريا على الحدود بين الصفيحة الأفريقية والصفيحة العربية، والتي تتكون من أجزاء مختلفة من رواسب البحر الميت. ويُعتبر صدع اليمونة هو الخط الرئيسي الذي يمر عبر منعطف لبنان، والذي كان مسؤولاً أيضًا عن الزلزال الذي ضرب سوريا في عام 1202. وإلى الشمال من هذا الصدع يوجد صدع المصياف (أو صدع الغاب)، الذي يمتد حتى حوض الغاب. يعتبر صدع المصياف هو الهيكل الأكثر احتمالا المسؤول عن الزلزال العنيف الذي ضرب سوريا في عام 1170.وقد حدث زلزال سابق في هذا الجزء من الصدع، وهو زلزال أنطاكية 115، ويشير عدم وجود أي زلازل كبرى لاحقة في هذا الجزء إلى أن أحدها قد تقلّص الآن.

## الروايات التاريخية

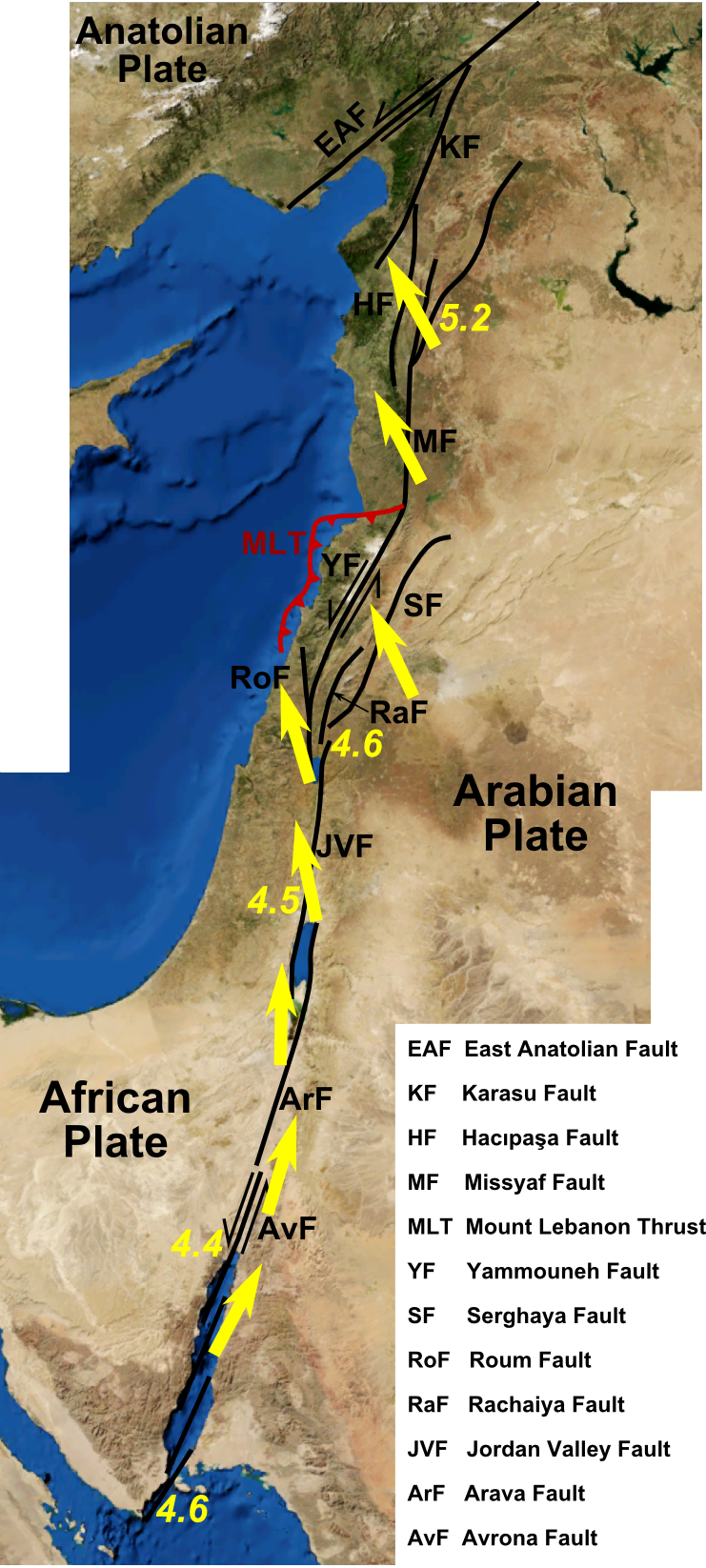
خريطة لساحل البحر الميت توضح أجزاء الصدع الرئيسية وحركة الصفيحة العربية بالنسبة للصفيحة الأفريقية، من بيانات نظام تحديد المواقع العالمي (GPS).

سُجّل زلزال عام 1170 في سوريا في العديد من المصادر التاريخية المعاصرة والفهارس الحديثة نظرًا لكبر حجم المنطقة المتضررة والأضرار التي سببها، ومع ذلك فقد كان هناك نوع من الالتباس حول تاريخ وقوع الزلزال، ولكن الرأي السائد حاليًا يُشير إلى أن الزلزال وقع في 29 يونيو (حزيران) عام 1170. ولا تزال هناك أراء مُتضاربة حول موقع مركز الزلزال، وحتى ما إذا كان عبارة عن هزتين أم صدمة واحدة فقط، ولكن الاحتماليّة الأكثر ترجيحًا تُفيد بأن مركز الزلزال كان جزءًا من مسراف البحر الميت، وهو ما يعني وجود مساحة كبيرة ذات كثافة عالية من الاهتزاز، ويُمكن لهذا أن يُشير إلى أن التمزق كان يبلغ طوله حوالي 126 كيلومترًا، ويشمل أكثر من مجرد جزء مسراف، وأن قوة الزلزال بلغت حوالي 7.7 مقياس درجة العزم. استمر تسلسل الهزات الارتدادية لمدة ثلاثة أشهر وقعت خلالها العديد من الهزات الارتدادية.

## الخسائر
تسبّب زلزال عام 1170 في سوريا في حدوث أضرار جسيمة بالمنطقة امتد تأثيرها من أنطاكية شمالاً وحتى طرابلس وبعلبك جنوباً، كما أنّ العديد من الأماكن التي تضررت بشدة من زلزال حماة عام 1157 مثل حماة وحلب وأنطاكية، تعرضت قلعة الحصن أو قلعة حصن الأكراد في حمص، على سبيل المثال، لأضرار بالغة من جراء الزلزال، وعلى الرغم من أن الأضرار التي لحقت بالقلعة بسبب الزلزال لم تكُن واضحة، فإنّ أحد المصادر التاريخية تُشير إلى تهدم الجدران. خضعت القلعة بعد ذلك لعملية إعادة بناء كبيرة في السنوات اللاحقة.
قُدّرت الخسائر البشريّة لزلزال عام 1170 في سوريا بقرابة 200 ألف إنسان لقوا حتفهم تحت أنقاض المدن المُهدمة، والتي كان من بينها مدن حلب واللاذقية وأنطاكية.